# Mahásiddha

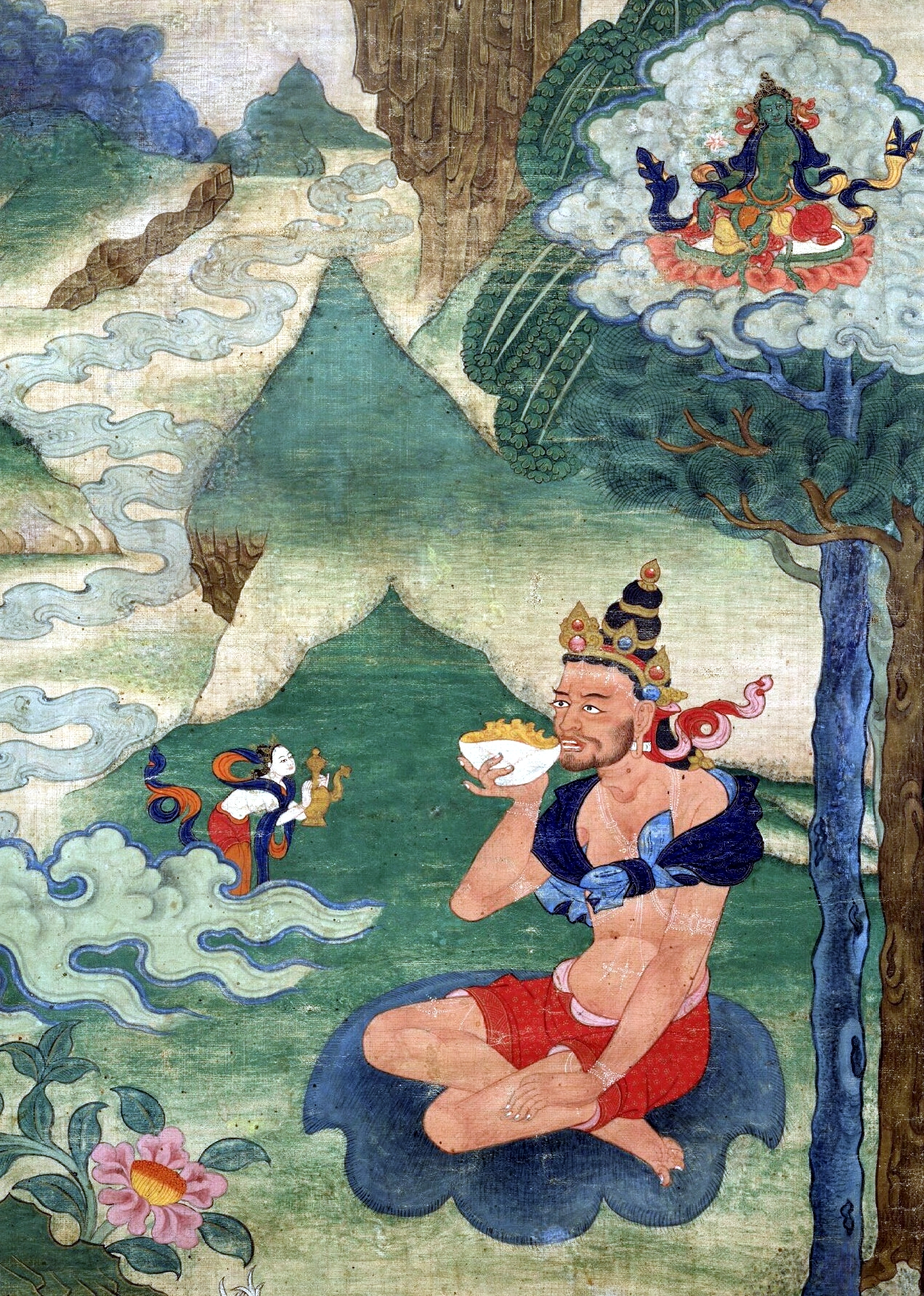
Mahásiddha Náropa

Mahásiddha (tib. grub thob chen po, skt. mahá – velký, siddha – dosažitel nebo adept) je v buddhismu označení pro jogínského praktikujícího vadžrajány, neboli cesty tajné mantry. Mahásiddhové jsou praktikující, kteří díky intenzivní meditační buddhistické praxi dosáhli významných schopností mysli (sanskrtsky siddhi). Nejčastěji se setkáváme s pojmem 84 mahásiddhů.

## 84 mahásiddhů
Pojem 84 mahásiddhů se vztahuje k indickým mistrům vadžrajány. Téměř všech osmdesát čtyři mahásiddhů dosáhlo osvícení ještě před svou smrtí. Díky tomu, že udržovali pevné propojení se svým učitelem a používali výjimečné metody Vozidla manter, vadžrajány, dokázali k osvícení dojít v průběhu jediného života. Svazek mezi realizovaným učitelem a jeho plně otevřeným žákem, který má v učitele nezlomnou důvěru, je hlavním předpokladem, který umožňuje na cestě vadžrajány dosáhnout rychlé výsledky.
Ačkoliv tito mistři s mimořádnými schopnostmi, ženy i muži, patřili ke všem sociálním vrstvám, existovali také typičtí potulní jogíni, kteří byli velice často velmi nekonvenční ve svém chování a projevech. Jejich styl života a chování se často vylučoval s etickými zásadami společnosti. Navenek se často chovali nemorálně nebo nepochopitelně, uvnitř však dodržovali své svazky s učitelem a „čistě“ praktikovali nejvyšší nauky Budddhy. Tradice vadžrajány shrnula nejdůležitější mistry do skupiny 84 mahásiddhů. Jako znamení svých realizací skládali například mnohé písně, které se staly známými pod jménem dohá.

### Seznam 84 Mahásiddhů
- Siddha Čarbaripa (Čarpati)
Ten, který přeměňuje v kámen
- Siddha Kumbharipa
Hrnčíř
- Siddha Dhilipa
Požitkářský kupec
- Siddha Bhikšanapa
Siddha se dvěma zuby
- Siddha Čampaka
„Květinový“ Král
- Siddha Pačaripa
Prodavač pečiva
- Siddha Džajananda
Mistr vran
- Siddha Nirgunapada
Osvícený blbec
- Siddha Lučikapa
Uprchlík
- Siddha Godhuripa
Lovec ptáků
- Mahásiddha Čelukapa
Příživník, jenž se vrátil do života
- Siddha Džogipa
Poutník
- Mahásiddha Ghantapa
Celibátník se zvonkem
- Siddha Pankadžapa
Bráhman, jenž se narodil z lotosu
- Siddha Medhini
Unavený rolník
- Siddha Dhokaripa
Jogín s miskou
- Siddha Dharmapa (Gharbari)
Zkroušený pandita
- Mahásiddha Ráhula
Omládlý stařec
- Mahásiddha Džalandhara
Vyvolenec dákiní
- Siddha Kotalipa
Vesnický guru
- Siddha Mekopa
Guru se strašným pohledem
- Mahásiddha Indrabhuti
Král, jenž se stal osvíceným siddhou
- Mahásiddha Bhusuku (Šantidéva)
Lenivý mnich
- Siddha Nalinapa
Samostatný princ
- Siddha Babhaha
Svobodný sukničkář
- Siddha Ačinta
Lakomý poutník
- Siddha Mahipa
“Největší”
- Siddha Dharmapa
Věčný žák
- Siddha Kučipa
Jogín se strumou
- Mahásiddha Kukkuripa
Milovník psů
- Siddha Tantepa
Hazardní hráč
- Siddha Bhandepa
Závistivý bůh
- Mahásiddha Dengipa
Brahmínský otrok kurtizány
- Mahásiddha Kambala
Jogín oblečený do černého plédu
- Siddha Kankana
Král siddha
- Siddha Dhobipa
Moudrý umývač
- Siddha Kalapa
Krásný blázen
- Siddha Adžogi
Zavržený lenoch
- Siddha Dukhandhi
Metař
- Siddha Bhadrapa
Výjimečný brahmín
- Siddha Čatrapa
Šťastný žebrák
- Mahásiddha Tilopa
Velký asketa
- Siddha Šjalipa
Jogín-šakal
- Mahásiddha Náropa
Nebojácný
- Siddha Thaganapa
Notorický lhář
- Mahásiddha Árjadéva (Karnaripa)
Muž s jedním okem
- Mahásiddha Kanhapa (Krišnačarja)
Ten s tmavou kůží, „Tmavý siddha“
- Mahásiddha Nágárdžuna
Filozof a alchymista
- Siddha Khadgapa
Nebojácný zloděj
- Siddha Čamaripa
Švec
- Mahásiddha Tantipa
Starý tkadlec
- Mahásiddha Šántipa
Šťastný misionář
- Siddha Vinapa
Hudebník
- Nathsiddha Čaurangipa
Nevlastní syn zbavený údů
- Nathsiddha Gorakša
Nesmrtelný pastýř
- Mahásiddha Minapa
Rybář
- Siddha Kankaripa
Zamilovaný vdovec
- Mahásiddha Saraha
Velký brahmán
- Mahásiddha Šavaripa
Lovec
- Mahásiddha Dombipa
Jezdec na tygrovi
- Mahásiddha Virupa
Mistr dákiní
- Mahásiddha Lilapa
Požitkářský král
- Mahásiddha Luipa
Pojídač rybích vnitřností
- Jogínka siddha Manibhadra
Šťastná paní domu
- Jogínka siddha Mekhala
Starší sestra s uťatou hlavou
- Jogínka siddha Kanakhala
Mladší sestra s uťatou hlavou
- Siddha Kilakilapa
Vyhnaný křikloun
- Siddha Kantalipa
Sešívač hadrů
- Siddha Dhahulipa
Provazník s puchýři
- Siddha Udhilipa
„Létající“ siddha
- Kapalisiddha Kapalapa
Jogín s kapalou
- Siddha Kirapalapa
Zkroušený vítěz
- Mahásiddha Šakara (Saroruha)
Zrozený z lotosu
- Siddha Sarvabhakša
Žrout
- Mahásiddha Nágabódhi
Zloděj s červeným rohem
- Mahásiddha Darikapa
Král, který byl otrokem chrámové prostitutky
- Siddha Putalipa
Žebrák, který nosil thangku
- Siddha Upanaha
Švec
- Siddha Kokilipa
Spokojený estét
- Mahásiddha Anangapa
Hezký hlupák
- Jogínka mahásiddha Lakšminkara
Šílená princezna
- Siddha Samudra
Lovec perel
- Siddha Vjalipa
Alchymista kurtizány